# Faktor licenciranja
Faktor licenciranja je protein ili kompleks proteina koji omogućava mestu početka replikacije da počne DNK replikaciju. Smatra se da se ovi proteini prvenstveno javljaju u ćelijama eukariota, pošto prokarioti koriste jednostavnije sisteme za inicijaciju replikacije.

## Funkcija faktora licenciranja
Mesta početka replikacije predstavljaju početne lokacije DNK replikacije i stoga njihova inicijacija mora da bude regulisana, da bi se održao korektni kariotip ćelije. Inicijacije mesta početka su neophodne samo jednom po ćelijskom ciklusu. Ovo zapažanje je dovelo do postulisanja faktora licenciranja. Kad mesta početka ne bi bila pažljivo regulisana moglo bi do dođe do formiranja višestrukih kopija delova DNK. To bi moglo da nanese štetu ćelijama, kao i celokupnom organizmu.

## Spoljašnje veze
- Recent paper on licensing in human cells Архивирано на веб-сајту  (11. октобар 2008)